# Quebrada Camiña
Quebrada Camiña är ett periodiskt vattendrag i Chile.   Det ligger i regionen Región de Arica y Parinacota, i den norra delen av landet, 1 700 km norr om huvudstaden Santiago de Chile.
Omgivningen kring Quebrada Camiña är i huvudsak ett öppet busklandskap och området är nästan obefolkat, med mindre än två invånare per kvadratkilometer.